# روبن هندرسون (مسؤولة)
روبن هندرسون (بالإنجليزية: Robin Henderson)‏ هي مسؤولة أمريكية، ولدت في 1960 في ديكاتور في الولايات المتحدة.